# Суперинтендант финансов
Суперинтенда́нт фина́нсов (фр. le superintendant des finances; surintendant des finances) — во Франции старого режима административное лицо в центральной администрации финансов, заведовавшее государственными расходами; старший из интендантов финансов (фр.). Термин возник в 1561 году.
Первоначально должность являлась второстепенной в центральной администрации, но, по мере того, как хозяйственные вопросы приобретали всё более и более важное значение в государственной жизни, суперинтендант постепенно превратился в главу финансового ведомства. В 1661 году его сменил генеральный контролёр финансов (фр.).

## Список суперинтендантов финансов
- 1561—1567 — Артюс де Коссе-Бриссак и Louis d’Ongnies[фр.]
- 1568 (авг.) — 1571 — Рене де Бираг
- 1574 (10 сент.) — 1588 (8 сент.) — Бельевр, Помпон де[фр.]
- 1588 (8 сент.) — 1594 (24 окт.) — François d’O[фр.]
- 1594—1597 — совет из 9 членов:
  - Pomponne de Bellièvre,
  - Генрих I де Монморанси,
  - Альбер де Гонди,
  - Gaspard de Schomberg[фр.],
  - Jacques de la Grange-le-Roy[фр.],
  - Pierre Forget de Fresnes[фр.],
  - Филипп Юро Шеверни,
  - Никола де Арле де Санси.
- 1597—1611 (26 янв.) — будущий герцог Сюлли
- 1611 (янв.) — 1616 — совет из трёх членов:
  - Гийом де л’Обепин
  - Пьер Жаннен[фр.]
  - Жак Огюст де Ту
- 1616—1617 — Барбен, Клод[фр.]
- 1617 (апрель) — 1619 (6 сент.) — Пьер Жаннен[фр.]
- 1619 (6 сент.) — 1623 — Шомберг, Анри де
- 1623 (6 янв.) — 1624 (13 авг.) — Шарль I де Лавьёвиль
- 1624 (27 авг.) — 1626 — Бошар, Жан[фр.] и Морийак, Мишель де[фр.]
- 1626 (9 июня) — 1632 (27 июля) — Маркиз д’Эффиа
- 1632 (4 авг.) — 1640 (22 дек.) — Бюльон, Клод де[фр.] и Бутилье, Клод[фр.]
- 1640 (22 дек.) — 1643 — Claude Bouthillier
- 1643 (10 июня) —1647 — Nicolas de Bailleul[фр.] и Клод де Мем и Michel Particelli d'Hémery[фр.]
- 1647 (16 июля) — 1648 (9 июля) Клод де Мем и Michel Particelli d'Émery
- 1648 (9 июля) — 1649 — Лапорт, Шарль де
- 1649 (8 нов.) — 1650 — Michel Particelli d'Émery и Клод де Мем
- 1650 (25 мая) — 1651 — Лонгёй, Рене де[фр.]
- 1651 (8 сент.) — 1653 (2 янв.) — Шарль I де Лавьёвиль
- 1653 (8 февр.) — 1659 (17 февр.) — Николя Фуке и Серьен, Абель
- 1659 (17 февр.) — 1661 (5 сент.) — Николя Фуке.